# Gabriel Ferry
Gabriel Ferry, egentligen Eugène Louis Gabriel Ferry de Bellemarre, född 1809 i Grenoble, död 3 januari 1852, var en fransk författare.
Gabriel Ferry tillbringade en stor del av sitt liv på resor i Amerika, speciellt Mexiko, och publicerade i Revue des deux mondes ett antal vildmarksromaner i James Fenimore Coopers stil, alla i bokform först efter hans död. Bland dessa märks Costal l'Indien (1852, svensk översättning Indianen), Le coureur des bois (1853, svensk översättning Skogslöparen), och en rad arbeten om mexikanska förhållanden.
Han son Gabriel de Bellemarre (född 1846) gjorde sig under samma författarnamn känd dels som romanförfattare i europeisk miljö, dels som författare av historiska romaner.